# Camembert Electrique
Camembert Electrique  is het derde album van de Brits / Franse spacerockband Gong.

## Nummers
1. Radio Gnome Prediction (Daevid Allen) (0:25)
2. You Can't Kill Me (Daevid Allen) (6:18)
3. I've Bin Stone Before (Daevid Allen) (4:55)
4. Mr. Long Shanks / O Mother / I Am Your Fantasy (Christian Tritsch / Gilli Smyth ) (3:35)
5. Dynamite / I Am Your Animal (Christian Tritsch / Gilli Smyth ) (4:30)
6. Wet Cheese Delirium (Daevid Allen) (0:28)
7. Squeezing Sponges Over Policemen's Heads (Daevid Allen) (0:10)
8. Fohat Digs Holes In Space (Daevid Allen / Gilli Smyth ) (6:18)
9. And You Tried So Hard (Christian Tritsch / Daevid Allen) (4:35)
10. Tropical Fish / Selene (Daevid Allen) (7:32)
11. Gnome The Second (Daevid Allen) (0:26)

## Bezetting
- Daevid Allen : zang, gitaar
- Gilli Smyth : space whisper
- Didier Malherbe : saxofoon, dwarsfluit
- Christian Tritsch : basgitaar, gitaar
- Pip Pyle : slagwerk

Met medewerking van:
- Eddy Louiss (orgel/piano)
- Constantin Simonovitch (piano)